# MegaDriver
Megadriver é uma banda brasileira de música de videogames. Uma das pioneiras neste estilo de música no Brasil, a banda se dedica à criação de versões heavy metal dos temas dos videogames, e realiza shows em eventos relacionados ao mundo dos videogames, como o Brasil Game Show, por exemplo.
Formada em 2003, a banda tem como marca suas guitarras estilosas, como a "Sega Guitar", feita com a carcaça de um clássico Mega Drive japonês.
Segundo um ranking de 2015 do site ReverbNation, que usa como critérios a atividade da banda dentro do próprio site, os números de movimentação das principais redes sociais (Facebook, Twitter, Youtube), agenda de shows e outras formas de publicidade virtual, a banda figura na 4a posição entre as 10 bandas nacionais mais engajadas nas redes sociais.
Em 2014, a banda conseguiu projeção internacional, sendo a primeira banda brasileira a tocar na MAGFest, em sua 12ª edição, sendo apresentados em palco por ninguém menos que Tommy Tallarico, co-criador do Video Games Live. Foi também o primeiro show internacional do grupo.

## História
Em 1999, o engenheiro de computação Antonio Francisco Tornisiello (que mais tarde adotaria o nome artístico "Nino"), amante do som pesado, tentou entrar em várias bandas e sempre levou a ideia de tocar temas de jogos. A resposta nunca foi positiva. Ninguém botava fé no poder da “game music”. Decidido a perseguir seu sonho, começou a estudar sozinho outros instrumentos além da guitarra. Ele criou um site onde colocava suas versões para os temas dos jogos. Após alguns anos de muita luta e reconhecimento de seu trabalho junto ao público fanático por games, este trabalho deixou de ser um projeto de “um músico só” e, em 2003, surgiu a banda MegaDriver, pioneira no estilo nintendocore do Brasil.
Algo que chama bastante a atenção na banda, fora sua sonoridade pesada, são suas guitarras customizadas: a primeira foi a SEGA Guitar, feita com a carcaça de um Mega Drive; e a última é a Sonic Guitar, que traz a cabeça do ouriço da SEGA como corpo da guitarra.

### “Push Start Button (Round One)”: Primeira Demo-Tape da Banda
No segundo semestre de 2003, veio a primeira demo-tape, intitulada “Push Start Button (Round One)”, que conta com músicas de jogos clássicos, como “Castlevania”, “Streets of Rage”, “Golden Axe”, entre outros.

### EP "Raging Metal"
O EP "Raging Metal" foi lançado em 2004, e contém apenas 3 músicas, dos jogos Street Fighter 2, Fatal Fury e Final Fight.

### Action Metal
Lançado em 2004, o álbum "Action Metal" traz clássicos de jogos como The Revenge Of The Shinobi, Sonic The Hedgehog, Strider, Super Hang On, Altered Beast, Shadow Dancer, Streets Of Rage, Golden Axe, Golden Axe 2, After Burner e Ninja Gaiden.

### Sword, Shurikins & Fists (A Tribute toYuzo Koshiro)
Em 2007, a banda lançou "Sword, Shurikins & Fists (A Tribute to Yuzo Koshiro)" que é uma coletânea de músicas compostas pelo mestre Yuzo Koshiro.

### Top Gear
Em 2007, lançaram o álbum "Top Gear", que, como o nome sugere, traz todos os clássicos do game de corrida Top Gear.

### MetalHog
Em 2008, eles lançaram o álbum "MetalHog", que tem em todo ele músicas em versão Metal dos jogos da franquia Sonic the Hedgehog: tanto o 1, 2, 3, Sonic & Knuckles, entre outros. O álbum contem 14 músicas da série.

### EP "Metal For Gamers"
Em 2011, a banda lançou o EP "Metal For Gamers", que introduziu uma nova linha de trabalho da banda. A partir de agora, a banda não se limitava a covers dos temas originais, mas a criação de novas músicas, com instrumental e letras baseados nos jogos. Além disso, pela primeira vez a banda lançou um álbum com músicas cantadas.

### Single "Song Of The Lonely Mountain"
Em dezembro de 2012, a banda lançou o single "Song Of The Lonely Mountain", lançada para comemorar o lançamento do filme O Hobbit: Uma Jornada Inesperada. A música foi inspirada nos versos originais do livro e baseadas nas melodias de Howard Shore.

### "Double K.O."
No dia 26 de novembro de 2014, a banda lançou o álbum conceitual "Double K.O.", inspirada em jogos de luta. São 36 músicas distribuídas em três discos diferentes, e todas as composições foram licenciadas através do selo norte-americano Loudr. O primeiro disco chama-se "Shoryuken Disk" e tem músicas de games da Capcom, como “Street Fighter” e “Marvel VS Capcom”. Já o segundo trabalho chama-se Orochi Disk, dedicado a SNK Neo Geo. O último material é Keep Fighting EP, dedicado para as outras produtoras.

### MetalHog 2.0
Em 2016, em homenagem aos 25 anos do Sonic, eles lançaram o álbum "MetalHog 2.0", que é uma reedição do álbum "MetalHog", de 2008. "MetalHog 2.0" conta com todas as 14 músicas do álbum original, em novas versões remasterizadas, além de três faixas adicionais: uma versão instrumental da ‘City Escape’ e uma de ‘Sonic Boom’, além da música original ‘La Leyenda De Sonic’ que terá letra em espanhol.

## Formações

### Formação Atual
- Allan Big Thunder - vocalista (desde 2010)
- Nino MegaDriver - Guitarras principais
- Bruno Galle - guitarra (desde 2012)
- Daniel Person - bateria (desde 2014)
- El Masquerado - baixo (desde 2022)
- Markolios - efeitos visuais (desde 2015)

### Ex-integrantes
- Ricardo - guitarra (de 2003 a 2010)
- Rubão - baixo (de 2007 a 2013) e Efeitos Visuais (2014)
- Tura Marks - guitarra (de 2011 a 2012)
- Nettão “The Butcher” - bateria (pré 2006)
- id9 - baixo (de 2003 a 2007)
- Jeff Pound (de 2007 a 2016)
- Arthur - baixo (de 2013 até 2022)

## Discografia

### Álbuns
- 2003 - Push Start Button (Round One)
- 2004 - Metal Axe - the Golden Axe Remix Project
- 2004 - Metal Beast - Rise from Your Grave!
- 2004 - Raging Metal (EP)
- 2005 - Action Metal
- 2007 - Sword, Shurikins & Fists (A Tribute to Yuzo Koshiro)
- 2007 - Top Gear
- 2008 - MetalHog
- 2011 - Metal For Gamers (EP)
- 2014 - ROAR Live in MAGFest
- 2014 - Double K.O. (álbum triplo)
- 2017 - TriMetal
- 2018 - For Great Justice
- 2019 - Heavy Man X
- 2022 - Super Saiyan Metal Vol. 1

### Singles e EPs
- 2004 - "Metal Contra"
- 2004 - "Metal Axe - The Golden Axe Remix Project"
- 2004 - "Metal Beast - Rise From Your Grave!!!"
- 2004 - "Raging Metal"
- 2011 - "Pitfall"
- 2012 - "Song Of The Lonely Mountain"
- 2013 - Metal For Gamers
- 2016 - You Died!
- 2020 - Battle Of Lost Lands

## Prêmios e indicações
| Ano  | Prêmio            | Categoria                  | Resultado | Ref.          |
| ---- | ----------------- | -------------------------- | --------- | ------------- |
| 2011 | Game Music Brasil | Melhor Banda de Game Music | Indicado  | [ 19 ] [ 20 ] |